# Forcipomyia fusciforceps
Forcipomyia fusciforceps är en tvåvingeart som först beskrevs av Jean-Jacques Kieffer 1918.  Forcipomyia fusciforceps ingår i släktet Forcipomyia och familjen svidknott.
Artens utbredningsområde är Guinea. Inga underarter finns listade i Catalogue of Life.